# 2020 : Le Jour de glace
Pour plus de détails, voir Fiche technique et Distribution.
2020 : Le Jour de glace (Ice) est un téléfilm de science-fiction britanico-néo-zélandais en deux parties réalisé par Nick Copus, diffusé en 2011.
Toutes les ressources énergétiques de la planète sont épuisées. La société Halo, dirigée par monsieur Anthony Kavanagh, met en place des forages dans l'Arctique et au Groenland, convaincue que dans ces fonds marins, se trouvent les derniers champs pétrolifères encore inexploités. Il a l'accord de l'Alliance Polaire, dirigée par Petersen. Celui-ci est pourtant l'ami du scientifique, Thom Archer, qui est convaincu que ces forages vont provoquer une catastrophe environnementale à la suite de laquelle tout l'hémisphère Nord plongerait dans une nouvelle ère glaciaire.

## Synopsis
En 2020, le réchauffement climatique a considérablement augmenté. L'Europe du Sud s'est transformée en désert depuis qu'il a cessé de pleuvoir, et des événements similaires se produisent maintenant en Europe du Nord. Seuls le Royaume-Uni et certaines régions des États-Unis ne sont pas concernés. En outre, une crise énergétique mondiale existe alors que les combustibles fossiles s'épuisent. Les dernières réserves connues se trouvent sous les fonds marins sous les glaciers du Groenland. Une société énergétique américaine, Halo, détient le seul permis de forage au Groenland.
Le professeur Thom Archer travaille à «Polar Alliance», un service gouvernemental, dont le but est de trouver des liens entre les activités industrielles dans l'Arctique et la fonte de sa glace. Thom tente de convaincre les autorités de révoquer la licence de Halo. Selon Thom, les glaciers fondent très rapidement, et s'ils disparaissent, l'eau de mer augmentera de 7 mètres, le courant de l'Atlantique Nord s'arrêtera, provoquant potentiellement une nouvelle ère glaciaire dans l'hémisphère nord. Halo admet qu'il y a effectivement un réchauffement dans cette zone, mais affirme également que Thom n'a aucune preuve qu'il existe un lien direct entre ce réchauffement et les activités de Halo. Par conséquent, le gouvernement prolonge la licence.
Alors que la femme et la fille de Thom voyagent pour rendre visite à son père au Royaume-Uni pour l'anniversaire de sa fille, le collègue de Thom, Peterson, trouve des preuves que les exercices de Halo sont responsables de la fonte des glaciers. Thom se rend au Groenland pour découvrir que Peterson a été tué, apparemment par un ours polaire, mais il a ensuite été déterminé à être aux mains de Halo.
Malgré cela, Thom trouve les preuves de Peterson, alors qu'une nouvelle foreuse de Halo ouvre une source géothermique dans le fond marin. Cette source fait fondre toute la glace polaire en quelques heures seulement. La prédiction de Thom est maintenant un fait: l'hémisphère nord est rapidement recouvert par une énorme quantité de neige et la température descend à -30 °C (-22 °F).
Sur l'insistance de Thom, le gouvernement britannique conseille à la population d'évacuer vers le sud, et ils démantèlent l'appareil gouvernemental. Pendant ce temps, Thom s'envole pour le Royaume-Uni avec l'ex-défenseure de l'environnement de Halo, Sarah Fitch, pour sauver sa famille dans un Londres post-apocalyptique.

## Fiche technique
- Titre original : Ice
- Titre français : 2020 : Le Jour de glace
- Réalisation : Nick Copus
- Scénario : James Follett, d'après le roman éponyme de James Follett[1] (1978)
- Direction artistique : John Allan  et Miro Harre
- Décors : Tim Ferrier
- Photographie : Richard Bluck
- Montage : Margot Francis
- Musique : David Long
- Production : Riccardo Pellizzeri
- Sociétés de production : Screentime et Power
- Sociétés de distribution : Power (Royaume-Uni), TF1 (France)
- Pays d'origine : Royaume-Uni, Nouvelle-Zélande
- Langue originale : anglais
- Genre science-fiction
- Durée : 205 minutes
- Dates de sortie : 
  -  Royaume-Uni : en 2011
  -  France : 28 décembre 2011 sur TF1

## Distribution
Source VF : RS Doublage
- Richard Roxburgh (VF : Bernard Bollet) : Thom Archer
- Frances O'Connor (VF : Laurence Bréheret) : Sarah
- Claire Forlani (VF : Laurence Charpentier) : Jacqueline
- Ben Cross (VF : Gabriel Le Doze) : Stephan
- Simon Callow : Premier ministre
- Stephen Moyer (VF : Damien Boisseau) : Peterson
- Brooke Williams : Mélany
- Erin Mullally : Rafael
- Patrick Bergin (VF : Philippe Dumond) : Quinn
- Sam Neill (VF : Hervé Bellon) : Anthony Kavanagh
- Nathaniel Lees : Olaf ("Tony" dans la version française)
- Gareth Reeves : Ben
- Werner Daehn : Petrov
- Jaime Passier-Armstrong (VF : Mélanie Martinez-Llense) : Tanya
- David Woodley : Fenwick
- Syd Manion : Membre de l'INP
- Scott Harding : Douanier
- Jason Hoyte : Harold
- David Capstick : Sergent de l'INP
- Damien Avery : Pilote
- Astra McLaren : Assistant de Kavanagh
- Joseph Quinn : Samson
- John Leigh : Lammer
- Daniel Sing : Kenji
- Shanez Aarron : Singh
- Louise Wallace : Aide de camp
- Natasha Ross : Officière
- Paul Ellis et Chris Tempest : Caporals
- Helmut Waldhuber : Helmut

## Production
La production Screentime signe l'adaptation télévisée du roman Ice, écrit en 1978 par l'auteur de science-fiction britannique James Follett.
Les scènes de tournage ont été filmées entre octobre et novembre 2009 à Auckland dans l'île du Nord et à Wanaka dans le Central Otago de l'île du Sud en Nouvelle-Zélande.